# TW Classic
TW Classic is een eendaags Belgisch rockfestival, dat sinds 2002 plaatsvindt in Werchter, een deelgemeente van het Vlaams-Brabantse Rotselaar.

## Ontstaan
TW Classic is ontstaan uit het festival Rock Werchter. Dat festival is uitgegroeid tot een van de toonaangevende festivals ter wereld en loopt nu over vier dagen. De organisatie wilde de bezoekers van het eerste uur iets teruggeven en besloot een festival te organiseren volgens het oude concept van één zomerse dag in het weekend en één podium. Er treden in hoofdzaak ervaren en succesvolle artiesten op, die worden aangevuld met kleinere Belgische en Nederlandse groepen.
Het festival vindt plaats op dezelfde plaats als het Rock Werchter-festival, dit is de festivalweide in Werchter. De datum is meestal ergens in eind juni of begin juli, al kan dit naargelang de beschikbaarheid van de hoofdact wel veranderen.

## Lijst van optredens

### 2002
Sita, Clouseau, Zucchero, Joe Cocker, Bryan Adams

### 2003
De Mens, Therapy?, Clouseau, Simple Minds, The Rolling Stones

### 2004
BLØF, Mike and the Mechanics + Paul Carrack, Jasper Steverlinck, Alicia Keys, The Corrs, Phil Collins

### 2005
Gabriel Ríos, Brian Wilson, Novastar, Arno, Duran Duran, Lenny Kravitz

### 2006
Arsenal, Roxy Music, Simple Minds, Simply Red, Sting, Bryan Adams

### 2007
Tom Helsen, Orchestral Manoeuvres in the Dark, P!nk, Anouk, John Fogerty, Elton John

### 2008
Milow, Juanes, The Scabs, Iggy Pop & The Stooges, The Police

### 2009
Motor, Tom Helsen, Duffy, Keane, Moby, Depeche Mode, Basement Jaxx

### 2010
The Black Eyed Peas, Mika, Amy Macdonald, Arid, The Opposites, Scissor Sisters, Daan

### 2011
Selah Sue, Gabriel Ríos, The Faces feat. Mick Hucknall, James Blunt, Simple Minds, Texas, Bryan Adams

### 2012
Sting, Lenny Kravitz, De Kreuners, The Scabs, 't Hof van Commerce, Amy Macdonald, Kaiser Chiefs

### 2013
Balthazar, Blondie, Ben Harper & Charlie Musselwhite, Santana, Keane, Bruce Springsteen & The E Street Band

### 2014
The Rolling Stones, Simple Minds, Triggerfinger, Arno, Seasick Steve, Admiral Freebee

### 2015
Robbie Williams, Faithless, Anouk, Texas, Anastacia, The Scabs

### 2016
(9 juli 2016)
Bruce Springsteen & the E Street Band, Lana Del Rey, Lionel Richie, Simply Red, The Van Jets, CC Smugglers

### 2017
Guns N' Roses, Fleddy Melculy, Wolfmother, Channel Zero, The Pretenders

### 2018
Editors, Kraftwerk 3-D, The National, dEUS, Nataniel Rateliff and the Night Sweats, Richard Ashcroft, BLØF

### 2019
(14 juli 2019)
Bon Jovi, John Fogerty, Anouk, Skunk Anansie, John Butler Trio, Switchfoot, Jimmy Barnes

### 2020
Geen editie wegens coronapandemie.

### 2021
Geen editie wegens Coronapandemie.

### 2022
(25 juni 2022)
Nick Cave and the Bad Seeds, Placebo, The Smile, Courtney Barnett, Sleaford Mods, Whispering Sons

### 2023
(18 juni 2023)
Bruce Springsteen & The E street band, Simply Red, Jack Johnson, Triggerfinger

### 2024
In 2024 gaat het festival niet door wegens wegenwerken in de buurt van het festivalterrein en moeilijkheden bij het boeken van artiesten.

### 2025
(28 juni 2025)
Robbie Williams,
Bryan Adams, Texas, Skunk Anansie, Lottery Winners, Portland